# استاد نادي الإمارات
تتسع مدرجات الملعب لـ(5200) متفرج، منها (65) مقعد في المقصورة الرئيسية لكبار الشخصيات الهامة، و ( 152) مقعد في مقصورة (VIP)، و( 460) مقعد في مقصورة الدرجة الأولى، كما خصص (104) مقعد للإعلاميين ورجال الصحافة و التلفاز، و بقية المقاعد الجماهير. للاستاد (7) مداخل منها مدخل لكبار الشخصيات ، و (2) للدرجة الأولى، و (4) مداخل للجمهور. و يحتوى الملعب أيضاً على شاشة الالكترونية عملاقة. تتسع مواقف الملعب إلى (350) موقف للسيارات. الملعب مزود بكاميرات مراقبة أمنية و ميكروفونات و سماعات حديثة

## وصلات خارجية
- نادي الإمارات